# Л.П. Продото (Гросето)
Л.П. Продото је насеље у Италији у округу Гросето, региону Тоскана.
Према процени из 2011. у насељу је живело 6 становника. Насеље се налази на надморској висини од 704 м.